# Albarracín
Albarracín is een gemeente in de Spaanse provincie Teruel in de regio Aragón met een oppervlakte van 452 km². De gemeente telt 1.054 inwoners (1 januari 2016). Albarracín is de hoofdstad van de comarca Sierra de Albarracín.
De gemeente is Nationaal Monument sinds 1961 en komt in aanmerking om door de Unesco uitgeroepen te worden tot Werelderfgoed.

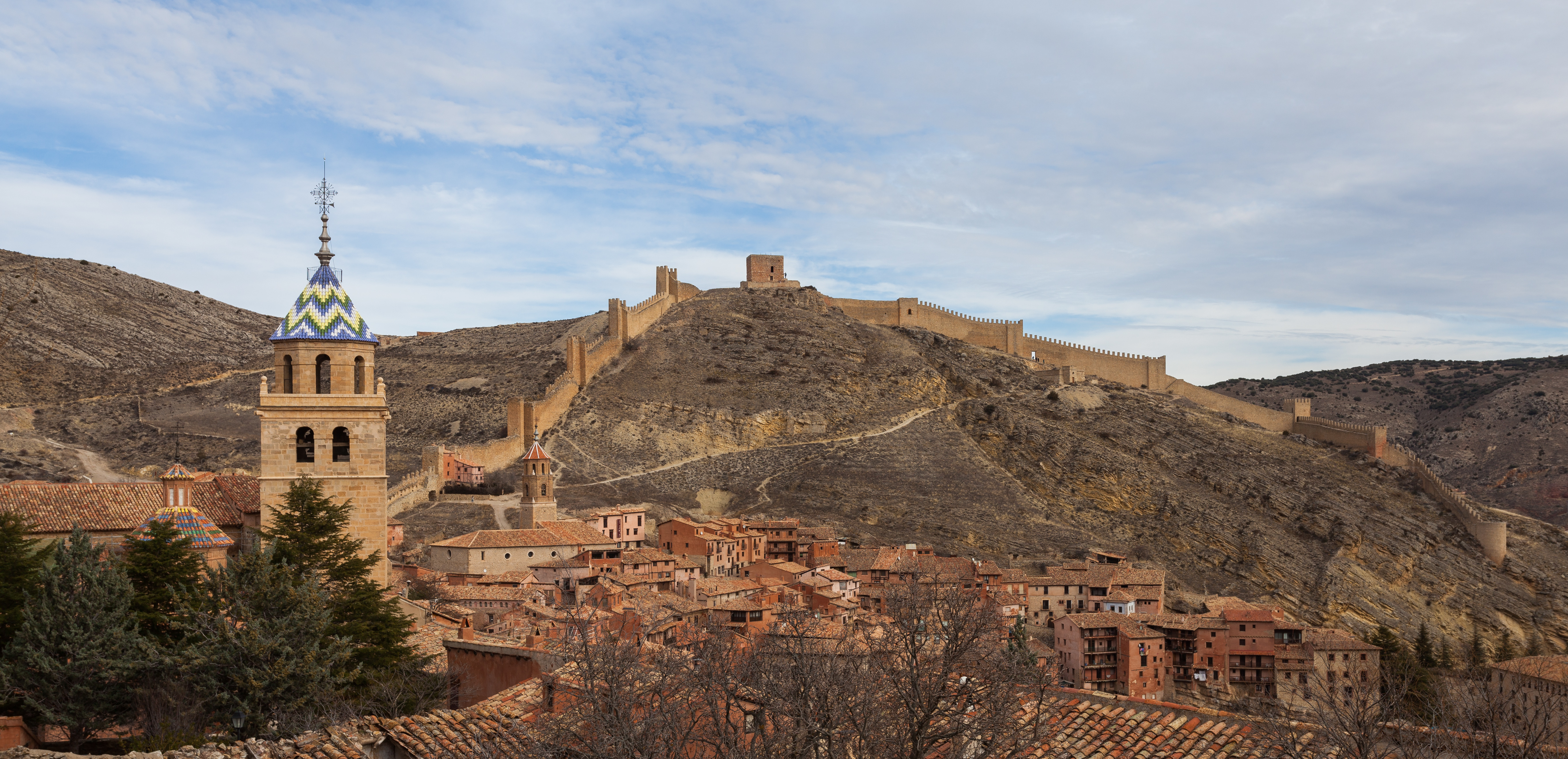
Gezicht op Albarracín